# Salinas (Messico)
Salinas è una municipalità dello stato di San Luis Potosí, nel Messico centrale; il capoluogo è la città di Salinas de Hidalgo.
Conta 30.190 abitanti (2010) e ha una estensione di 1.745,31 km².